# Aissirimou (Stadtteil)
Aissirimou ist ein Stadtteil der osttimoresischen Stadt Aileu, der Hauptstadt der Gemeinde Aileu.

## Geographie
Aissirimou wird durch einen kleinen Wasserlauf im Westen vom Stadtzentrum getrennt und ist der einzige Stadtteil Aileus der sich im Suco Aissirimou (Verwaltungsamt Aileu) befindet und nicht im Suco Seloi Malere.  Es gehört zur Aldeia Hudilaran. Nördlich liegt das Dorf Aituhularan. Südöstlich verläuft der Mumdonihun, ein Nebenfluss des Nördlichen Laclós. Am anderen Ufer liegen die Sucos Fahiria und Saboria mit den Dörfern Saboria, Sidole, Era Kalen und Eracolbere.

## Einrichtungen
In Aissirimou befinden sich die Sitze der Gemeindeverwaltung Aileu und des Verwaltungsamtes Aileu sowie die Polizeistation Aissirimou. Die Direcção-Geral de Estatística hat hier eine Zweigstelle, daneben befindet sich das kommunale Gesundheitszentrum Aileu. Weiter östlich befindet sich das Denkmal für Nicolau Lobato.